# Andrew Fisher
Andrew Fisher, född 29 augusti 1862 i Crosshouse, East Ayrshire, Skottland, död 22 oktober 1928 i South Hill Park, Hampstead, London, England, var en australisk politiker. 
Han var Australiens premiärminister vid tre skilda tillfällen. Fisherministären 1910–1913 förfärdigade ett omfattande lagstiftningsprogram, vilket gör honom jämte Protektionistpartiets Alfred Deakin till skapare av den nya nationens grundstruktur. Enligt D.J. Murphy ”betraktades han av sina samtida som uppriktig och trovärdig, men överträffades av Billy Hughes i kvickhet, vältalighet och briljans. I Fishers meritförteckning kan man dock finna ett arv av reformer och nationell utveckling som varade bortom den splittring Hughes lämnade efter sig i Arbetarpartiet och Australien”. Fisher är näst efter Bob Hawke den socialdemokrat som varit premiärminister längst.
Under Fishers andra premiärministerperiod 1910 inträffade flera saker för första gången: första gången Australien hade en majoritetsregering på federal nivå, första gången Australien hade en majoritet i senaten och världens första socialdemokratiska regering på nationell nivå.